# Mina und Otto Kuttelwascher

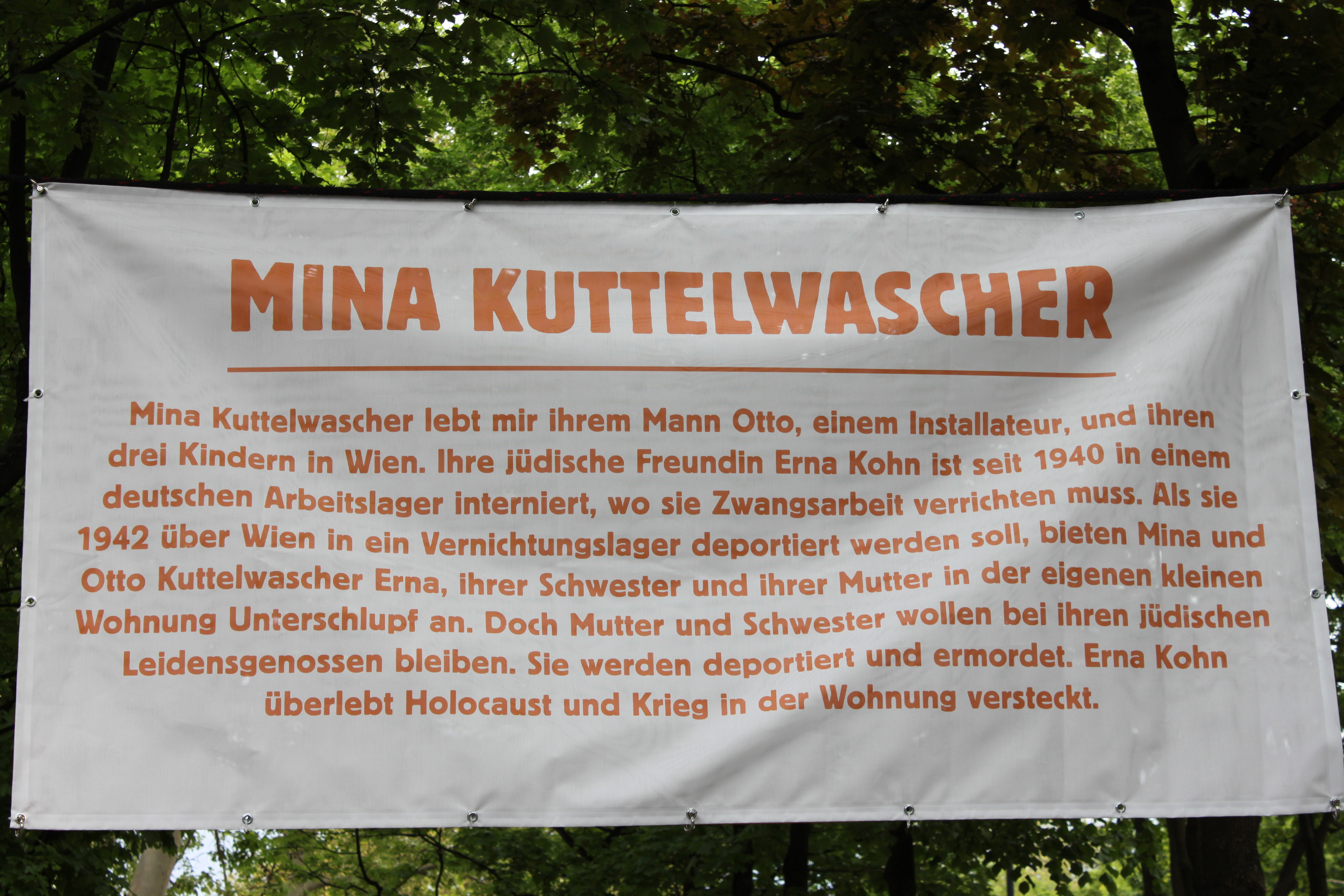
A Letter To The Stars, Aktion Allee der Gerechten in Wien (2011)

Otto Kuttelwascher war ein österreichischer Installateur, der zusammen mit seiner Frau Hermine „Mina“ Kuttelwascher und seinen drei Kindern im 2. Wiener Gemeindebezirk in der Körnergasse, in der Nähe des Donaukanals lebte. Als befreundete Nachbarn hatten sie die jüdische Familie Kohn, die aus den zwei ledigen Töchtern Erna (1908–2002) und Käthe und deren Eltern (Leopold und Sofie) bestand.
Der Vater der jüdischen Familie starb unter dem Druck, dem er durch den Nationalsozialismus ausgesetzt war. Käthe wurde in einen Wohnblock für Juden geschickt, ihre Schwester Erna war zum Zeitpunkt der Verhaftung bei der Arbeit und meldete sich nicht bei der Gestapo, wie ihr befohlen war. Sie fand Unterschlupf bei Otto und Hermine Kuttelwascher, die für sie unter dem Namen „Erna Fröhlich“ einen falschen Personalausweis sowie eine fiktive Beschäftigung bei der Deutschen Reichsbahn organisierten. So konnte Erna von Mai 1942 bis zum Ende des Krieges von den Kuttelwaschers beschützt werden, im Jahr 1948 emigrierte Erna nach Amerika.
Im Jahr 1980 wurde das Ehepaar Kuttelwascher von der israelischen Gedenkstätte Yad Vashem als Gerechte unter den Völkern geehrt.
Im Jahr 2012 wurde in Wien-Donaustadt (22. Bezirk) der Kuttelwascherweg nach den beiden benannt.